# Крім Пафф
Крім Пафф (англ. Creme Puff; 3 серпня 1967 — 6 серпня 2005)  — знаменита кішка, яка прожила 38 років і 3 дні. Потрапила до «Книги рекордів Гіннеса» як найстаріша кішка у світі. Жила разом зі своїм господарем Джейком Перрі в Остіні, Техас, США разом із ще одним рекордсменом — котом породи сфінкс на ім'я Грендпа Рекс Аланн (англ. Granpa Rexs Allen). Грендпа народився в Перисі, Техас у 1964 і помер у 1998 у віці 34 років, 59 днів.
Довгожителька довела, що кішка може прожити в неволі до 40 років. Шостий найстаріший кіт в історії, Дідусь, був посмертно визнаний журналом Cats & Kittens "Котом року 1999". Вона була занесена до попередньої версії Книги рекордів Гіннеса як (на той час) найстаріший кіт в історії.